# Priesterastronom
Als Priesterastronomen werden in der populären himmelskundlichen und archäologischen Literatur sternkundige Priester der Vorgeschichte und der Antike bezeichnet, die ihre astronomischen Kenntnisse für den Dienst in Tempeln bzw. für religiöse Kulte erwarben oder ausübten.
Ihre Tätigkeit verband astronomische Beobachtungen mit religiösen Aspekten bis hin zur Astrologie. Die Erforschung der Vorgänge am Himmel diente auch der Kalenderrechnung, der Zeitbestimmung und der Vorhersage astronomischer Phänomene wie etwa Sonnenfinsternisse und besondere Gestirnskonstellationen. Auf den daraus gewonnenen Erkenntnissen basierten Sternen- oder Sonnenkulte.
Im Orient (siehe Chaldäer) oder bei den Mayas dürften die Priesterastronomen eine Art Zunft gebildet und ihr Wissen geheim gehalten haben. In anderen Kulturen waren es eher astronomisch gebildete Einzelpersonen, die in seltenen Fällen auch populärastronomisch gewirkt haben. Jede ungewöhnliche Erscheinung an dem bis zum Mittelalter als unveränderlich angesehenen Sternhimmel hatte große Bedeutung.
Günter D. Roth schreibt dazu: „Für sie, die sie im gestirnten Himmel bevorzugt Göttliches erblickten, musste jede Veränderung, jede Bewegung in der scheinbar doch so unverrückbaren Sternenwelt eine besondere Botschaft gewesen sein.“ (Günter D. Roth: )

## Sternhimmel und Religion
Astronomische Phänomene haben die menschliche Kulturgeschichte in vielfältiger Hinsicht beeinflusst.
So trugen die scheinbar unveränderlichen Fixsterne zur religiösen Interpretation des Universums bei. Der Sternhimmel galt in fast allen Kulturen als Sitz von Gottheiten. Die Himmelserscheinungen mit den teils zyklischen, teils rätselhaften Bewegungsmustern von Sonne, Mond und Planeten gaben Anstoß für naturwissenschaftliche Forschung und bildeten die Grundlage für astrologische Betrachtungen. Insbesondere singuläre Ereignisse wie Kometen und Supernovae wurden als Zeichen göttlichen Willens oder Unwillens gedeutet.
Doch waren die himmlischen Vorgänge auch praktische Hilfsmittel für das menschliche Leben und insbesondere seine jahreszeitlichen Erfordernisse. In der biblischen Schöpfungsgeschichte werden diese Aspekte, die schon früh für Kalender, religiöse Feste und Zeitmessung dienten, in folgende Worte gekleidet (Gen 1,14–15 ): „Dann sprach Gott: Lichter sollen am Himmelsgewölbe sein, um Tag und Nacht zu scheiden. Sie sollen Zeichen sein und zur Bestimmung von Festzeiten, von Tagen und Jahren dienen. Sie sollen Lichter am Himmelsgewölbe sein, die über die Erde hin leuchten. Und so geschah es.“

## Vorgeschichte
Für die Kulturen bzw. Jahrtausende ohne schriftliche Überlieferungen kann die astronomische Tätigkeit und Bedeutung von Priestern nur indirekt erschlossen werden. Im Folgenden werden einige Beispiele dieser himmelskundlich-religiösen Tätigkeiten näher beleuchtet.
Am bekanntesten aus dieser frühen Astronomie sind das Megalithbauwerk Stonehenge in Südengland sowie aus Deutschland die Kreisgrabenanlage von Goseck und die Himmelsscheibe von Nebra. Doch auch in der Höhlenmalerei gibt es astronomisch-religiöse Aspekte.

### Steinzeitliche Höhlenmalerei

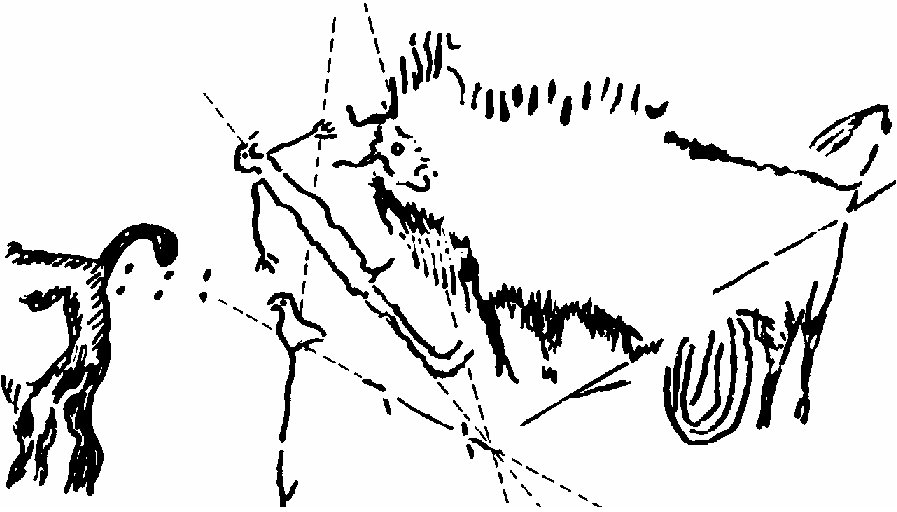
Astronomisch-religiöse Deutung einer 18.000 Jahre alten Jagdszene in der Höhle von Lascaux mit einem Schamanen

In der jungsteinzeitlichen Höhlenmalereien gibt es vereinzelte Bezüge zwischen Schamanen und dem Sternhimmel aufweisen. So zeigt die südfranzösische Höhle von Lascaux eine auf die Bisonjagd bezogene Beschwörungsszene: einen vom Speer verwundeten Bison, der schmerzlich auf den vogelköpfigen Schamanen blickt. Nach der Deutung von Archäoastronomen stellen die Augen der drei Figuren die hellen Sterne des Sommerdreiecks dar (das heutige Sternbild Schwan hat menschenähnliche Gestalt). Eine zweite Deutung sieht den Jagdpriester inmitten der Tierkreisbilder Löwe (Nashorn links), Zwillinge (2 × 3 Punkte) und Stier (Bison), worin der Vogelpfad die Milchstraße darstellt. Der Bisonkopf hat die Form der Hyaden, eines hellen Sternhaufens, der ebenso wie die Plejaden ein paläolithisches Kalendergestirn war (siehe Himmelsscheibe von Nebra).

### Neolithische Steinkreise
Anhand von Stonehenge, dem wohl bekanntesten Monolith-Denkmal der Jungsteinzeit, haben Archäo-Astronomen mehrere Theorien über die vorgeschichtliche Astronomie entwickelt. Manches daran ist spekulativ, doch nachweisbar sind spezielle Beobachtungen über den jahreszeitlichen Verlauf der Sonnenauf- und Untergänge, der Mondbahn und einzelner heller Gestirne. Dass die damit befassten Schamanen spezielle Kenntnisse der Gestirnsbahnen hatten, steht außer Zweifel. Und dass einige der beobachteten Konstellationen (insbesondere die Sonnenwenden) Anlass zu verschiedenen Kulten oder Opfern waren, ist anzunehmen. Weniger gesichert sind Ansichten wie jene von Thom, die Priesterastronomen der Bronzezeit hätten durch Beobachtung der Mondwenden die Finsterniszyklen und die Neigung der Mondbahn entdeckt.
Was die Messgenauigkeit der Stonehenge-Erbauer betrifft, wird freilich in manchen Publikationen übertrieben. Rolf Müller meint dazu: „Es sind, wie man sieht, nur kurze Visuren mit verhältnismäßig großer Visierbreite. Aber der Priesterastronom konnte sich vom Heiligtum des Hufeisens durch diese Fenster rasch einen Überblick auf die wichtigsten Stationen von Sonne und Mond verschaffen.“ Die „schönen und lehrreichen Fotos“ in Gerald Hawkins’ Bestseller „Stonehenge decoded“ (1965) sollten jedoch nicht überinterpretiert werden.
Von kleineren neolithischen Steinkreisen bzw. Cromlechs, die sich in ganz Westeuropa finden, sind zumindest an einigen die Richtungen der Sonnenwend-Aufgänge nachgewiesen. Ähnlich, aber jünger, sind die Medicine Wheels einiger nordamerikanischen Indianerstämme, die auch mit den Sonnentänzen in Verbindung standen. Zu Mittel- und Südamerika siehe unten.

### Goldhüte, Himmelsscheibe
Zur frühen Astronomie- und Religionsgeschichte gehören auch die vier in Europa gefundenen Goldhüte. Diese langschäftiger Hüte sind mit Ziselierungen aus dünnem Goldblech verziert, auf denen sich astronomische Zyklen finden. Der vollständig erhaltene Berliner Goldhut zeigt eine wohl von Priestern entwickelte Kalenderfunktion auf Basis eines Lunisolarkalenders und erlaubt ein direktes Ablesen von Zeiträumen in Monats- oder Sonneneinheiten. Möglicherweise enthält er sogar den 19-jährigen Meton-Zyklus.
Die kostbare Herstellung aller vier Hüte zeigt den hohen Stellenwert kultischer Zeitbestimmung im Sonnenjahr (v. a. Sommer- und Wintersonnenwenden) und der Mondzyklen. Ob sie den Priestern wirklich als Kalender dienten oder „nur“ ihr astronomisches Wissen repräsentieren, ist aber noch ungeklärt.
Noch zu ergänzen: Himmelsscheibe von Nebra

## Priesterastronomie der Bronzezeit

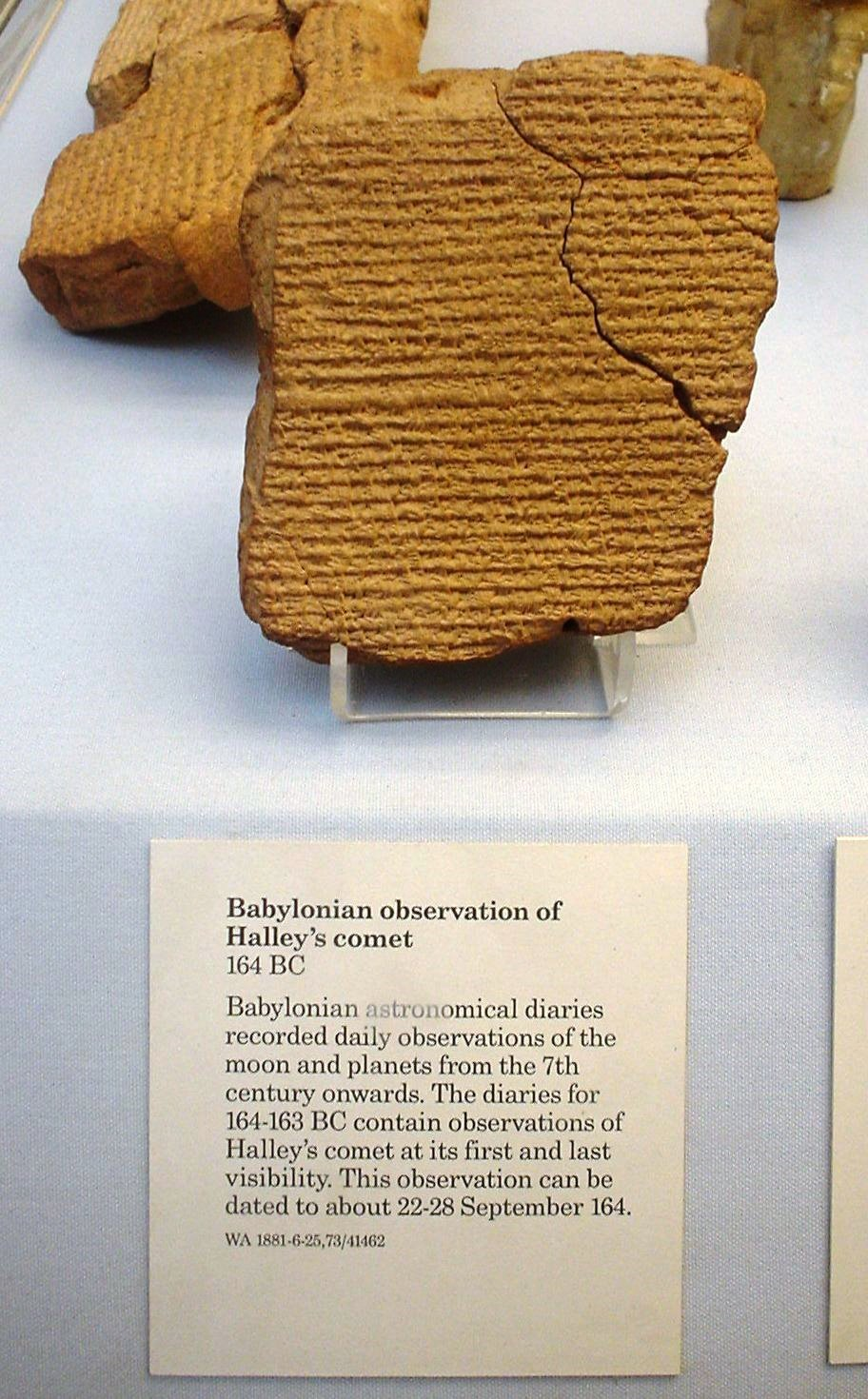
Fragment einer babylonischen Tontafel mit Bericht zu Halley’scher Komet 164 v. Chr., British Museum, London

Die Erforschung zyklischer Himmelserscheinungen erfordert
1. den systematischen Aufbau astronomischen Wissens
2. durch präzise schriftliche Aufzeichnungen, die
3. viele Jahrzehnte oder gar Jahrhunderte überdecken müssen, um die Langfristigkeit der meisten Himmelsabläufe späteren Forschern zu übermitteln.[7]

Diese Voraussetzungen waren in der Frühgeschichte (und bis ins späte Mittelalter) in Priesterkreisen am besten erfüllt.

### Mesopotamiens Götter und Gestirne
Sehr klar ist dies in Dokumenten Mesopotamiens überliefert, wo die in der Bronzezeit vielerorts herrschende Gestirnsreligion nicht nur aus Kunst- und Kultgegenständen, sondern auch aus den zehntausenden Tontafeln mit astronomischen Beobachtungen hervorgeht.
„Dort, im Zwischenstromland des Euphrat und Tigris, beobachteten Priester einer sehr ernst genommenen Gestirnsreligion von hohen Tempeltürmen vor allem den Beginn und das Ende der Sichtbarkeitsperioden von Mond, Planeten und [hellen] Sternen“, die sämtlich als Erscheinungsbild von Göttern angesehen wurden. Sie teilten sogar den Sternhimmel in drei Wege der Sonne: der mittlere beidseits des Äquators gehörte dem Gott Amu, die Bereiche nördlich (Sommer) und südlich (Winter) den Göttern Enlil und Ea.
Eine große Sammlung von rund 7000 babylonischen Tontafeln mit astronomischen Beobachtungen und daraus abgeleiteten Omina ist unter dem Namen Enuma Anu Enlil erhalten. Besonders die Götterdreiheit
Schamasch (Sonne) – Sin (Mond) – Ischtar (Venus),
die also durch die drei hellsten Gestirne repräsentiert wurde, kommt auf diesen Tafeln vor.
Ein typisches Omen lautet beispielsweise: „Wenn Ischtar im Monat Airu im Osten erscheint [Anm.: heliakischer Aufgang] und die großen und kleinen Zwillinge sie alle umgeben, so wird der König von Elam erkranken und nicht am Leben bleiben.“ (H. Mucke: )
Neben den Omina und der präzisen Kalenderrechnung erstaunt auch die Genauigkeit der Planeten- und Finsternisbeobachtungen auf den Tempeltürmen. Die Sternenpriester erfassten z. B. die 18-jährige Sarosperiode der Finsternisse auf wenige Stunden genau, und ebenso gut religiös bedeutsame Gestirnskonstellationen. Die babylonische Astronomie veranlasste noch um 600 v. Chr. den ionischen Wissenschaftler Thales von Milet zu einem Studienaufenthalt, wodurch er 585 eine kriegsentscheidende Sonnenfinsternis vorhersagen konnte.

### Ägypten
Im alten Ägypten war die Astronomie neben technischen Fragen (Vermessung nach der Nilschwemme, Orientierung von Tempeln und Grabstätten) vor allem mit der Staatsreligion der Sonnen- und Osiris-Kulte und der für sie notwendigen Zeitrechnung verbunden. „Eingebettet in ein Ritual, das vom Pharao im Kult und in den Götterfesten mit Unterstützung durch die Priester zelebriert wird“, wurde die Kalender- und Zeitrechnung zur rituellen Aufgabe. „Sie erwächst aus dem Bedürfnis, die religiösen Festtage in der Jahresperiode zu ordnen und festzulegen; die Einteilung des Tages soll die Regelung des Osiris-Kultes und des Totendienstes gewährleisten.“
Die Grundlagen für die ägyptische Art der Zeitbestimmung waren bei Tag die Messung des Sonnenschattens, bei Nacht Durchgänge heller Sterne durch den Meridian. Dafür dienten 12 bestimmte Sterne in Zusammenhang mit dem Glauben, dass die nächtliche Überfahrt der verstorbenen Könige mit dem Sonnengott Re unter dem Schutz dieser Zwölf Wächter des Nachthimmels stattfand. „Durch den Schlitz einer Palmrippe beobachtete ein Priester-Astronom die vor ihm hängende Lotschnur des Lineals in der erwünschten Himmelsrichtung. Ein ihm gegenüber, im nördlichen Meridian des Ortes sitzender Priester“ […] fixierte den durchgehenden Stern.

### Mittel- und Südamerika
Die Priester der amerikanischen Hochkulturen hatten schon im 3. Jahrtausend v. Chr. ein reiches astronomisches Wissen, wie aus Tempelbauten und der Kalenderrechnung hervorgeht. Es gibt mexikanische Stufentempel mit 365 Stufen, wobei das Jahr in 18 Monate zu 20 Tagen plus 5 Schalttage gegliedert wurde. Jeder der 20 Tage war einer bestimmten Gottheit zugeordnet, der Kalender also religiös geprägt.
Unter den Göttern der Maya-Völker ragte der Sonnengott K’inich Ajaw hervor, dem zu Neujahr Blutopfer dargebracht wurden. Der höchsten Himmelsgott Itzamnaaj wurde als Weltenbaum oder als Priester dargestellt. Sein nächtlicher Tau wurde als heiliges Wasser gesammelt und rituell verwendet. Viele Tempel, z. B. in Uaxactún (Guatemala) oder Chichén Itzá (Yukatan), sind nach den Sonnenaufgängen zur Zeit der Sonnenwenden ausgerichtet, was ebenfalls auf spezielle Kulte hindeutet. Zur Sonne gab es auch ein rituelles Ballspiel.
Um 500 n. Chr. war den Kalenderpriestern der Maya die Jahreslänge schon auf 365,242 Tage bekannt (nur 15s zu kurz). Ein weiterer Zyklus von 585 Tagen war nach dem Umlauf der Venus definiert, die hohe Verehrung genoss. Astronomisch-kultische Details sind im Dresdner Kodex zu finden und Finsternisperioden auch in Steinmonumenten (z. B. eine Mondfinsternis 3379 v. Chr.).
Auch die Inka in Peru hatten genaue Kenntnis der Planetenumläufe als Symbole ihrer Hauptgottheiten,
die z. B. bei Venus und Jupiter (584 und 398,9 Tage) auf ½ Tag genau waren. Bei den Azteken waren hingegen vor allem Sonnenkulte wichtig. Dem Sonnen- und Kriegsgott Huitzilopochtli wurden durch fünf Priester täglich Menschenopfer dargebracht.

## Südasien
Im Asien entwickelten Priester schon früh das System der heutigen Himmelskoordinaten. Während aber die Astronomie Chinas eher als Chronik geführt wurde und nie eine „offizielle“ Theorie des Weltsystems kannte, war sie in Indien schon um 1000 v. Chr. mit einer detaillierten, religiös geprägten Kosmologie verknüpft.
Das altindische Universum entstand aus einem heiligen Ei, die Sonne galt als göttliches Auge des Weltalls, deren Sohn das All liebevoll betrachtet. Zu den göttlichen Naturkräften (Himmel, Erde, Sonne, Mond, Feuer) kamen Gottheiten aller acht Himmelsrichtungen. Der Mondzyklus galt als Zeit- und Lebensspender, die Planeten-Gottheiten kreisten zwischen Sonne und Polarstern.
Im rein astronomischen Bereich war Indien von babylonisch-chaldäischem Wissen beeinflusst, das über Persien hierher gelangte. Ähnlich wie bei Chinesen und Mayas gab es eine Vorliebe für lange Perioden. So wurden 360 Jahre zu einem Jahr der Götter zusammengefasst und 12.000 mal 1000 davon zum Tag des Brahman. Welche Kulte mit diesen Gedanken verbunden waren, ist noch unklar.
Für die Inselwelt Melanesiens war neben hochentwickelter Navigation mit Sonne und horizontnahen Sternen eine reiche Schöpfungsgeschichte typisch. Die Urnacht hatte zwar Sterne, aber weder Sonne noch Mond. Ein priesterlicher Kultstab symbolisierte die göttliche Trennung von Himmel und Erde. Als Wohnstatt Gottes und der Ungeborenen wurde die Milchstraße angesehen – und die Seelen als Urform der Sternbilder.

## Fruchtbarer Halbmond und griechische Antike
Eine große Bedeutung hatte die Kaste der wissenschaftlich kundigen Priester auch im Neubabylonischen Reich und im Altpersischen Reich. Chaldäer und Magier wurden Synonyme für Sterndeuter und Zauberer, die bei der Beratung der Könige eine große Rolle spielten und als erste „Hochschullehrer“ fungierten.
Möglicherweise trifft dies auch für die frühen Reiche der Azteken und Mayas zu.
Die „erste Wissenschaft“ Astronomie hatte trotzdem den Charakter einer Geheimlehre, um z. B. mit den Voraussagen von Mond- und Sonnenfinsternissen zu beeindrucken, denn es war damals selbstverständlich, Wissen nicht als Gemeingut zu betrachten.
In Babylonien waren die Priester „die berufenen Vertreter der Sternkunde. In der Spätzeit bildeten sich Schulen mit eigener Tradition, in denen das astronomische Wissen gelehrt wurde. In den meisten dieser Schulen tritt nach dem Zeugnis Strabons die Astrologie schon stark in den Hintergrund, und aus den Texten dieser Zeit spricht häufig echtes wissenschaftliches Bemühen…“ In dieser Zeit entstand die Vorstellung, dass sich der Planeten- und Sternhimmel aus konzentrischen Kristallschalen zusammensetzt.
Als erste Astronomen begannen sich die ionischen Naturphilosophen von der Mythologie zu lösen und suchten nach gedanklichen Erklärungen vieler Naturphänomene. Dabei schöpften sie zunächst aus dem
hohen Wissensstand, den die babylonische Astronomie aufwies—insbesondere um 600 v. Chr. der berühmte Naturforscher Thales von Milet. Er hatte Kenntnis vom Saros-Zyklus der Finsternisse und war dadurch imstande, die Sonnenfinsternis 585 v. Chr. vorherzusagen, was dem lydischen Heer den entscheidenden Vorteil in einer Schlacht der Perserkriege verschafft haben soll.
Um die Zeitenwende sind nur wenige Wissenschaftler aus dem Priesterstand bekannt. Einer davon war Plutarch (45–125 n. Chr.), der Priester in Delphi und gleichzeitig Astronom war. Römische Priesterastronomen sind nicht direkt überliefert, doch durchzogen babylonische Sterndeuter das Reich, und ihr geheimnisvolles Wissen stand in hohem Ansehen.
Die im Matthäusevangelium (Mt 2 ) als „Magoi“ – also der geheimnisvollen Wissenschaften kundig – apostrophierten „Heiligen Drei Könige aus dem Morgenland“, die dem Stern der Weisen nach Jerusalem und später nach Bethlehem folgten, sind sicherlich die bekanntesten Vertreter der Kunst, Planetenkonstellationen mit irdischen Ereignissen zu verbinden.
Der Mithraismus steht im Gegensatz zum Christentum für die Verbindung von Religion und Astrologie im Römischen Reich. Hingegen waren die Chaldäischen Orakelsprüche, die ab der Spätantike bis in das 19. Jahrhundert den Glauben vermittelten, es gebe ein uraltes, orientalisches Geheimwissen, gegen jede Art von „Wahrsagerei“, also auch gegen die Astrologie.
Bei den drei abrahamitischen Religionen ergibt vor allem die Kalenderrechnung weitere Verbindungen zwischen Priestern und der Astronomie—z. B. für die Festlegung des Pessach-Festes oder des Osterdatums.

## Mittelalter
Ein Knotenpunkt, über den die astrologischen Vorstellungen der Antike in die Renaissance kommen, ist Harran.
Der dortige Mond- und Steinkult der Sabier soll bei der Übermittlung antiken Wissens zu den islamischen Arabern sehr bedeutsam gewesen sein – über Simplikios, Dschābir ibn Hayyān und die hermetische Lehre, aus der die Alchemie und letztlich die Pharmazie und Chemie hervorgegangen sind.

## Priesterastronomen der Neuzeit
Eine Verknüpfung von christlich religiösen und astronomischen Tätigkeiten findet sich bei vielen historischen Persönlichkeiten der Neuzeit.
Exemplarisch genannt seien
- Johannes Kepler, 1571–1630 (war evang. Theologe)
- Christoph Scheiner, 1573–1650
- Pierre Gassendi, 1592–1655
- Giovanni Riccioli, 1598–1671
- Anton Maria Schyrleus de Rheita, 1604–1660
- Ferdinand Verbiest, 1623–1688, Peking
- Rugjer Josip Bošković, 1711–1787
- Maximilian Hell, 1720–1792
- Placidus Fixlmillner, 1721–1781
- Giuseppe Piazzi, 1746–1826
- Angelo Secchi, 1818–1878
- Anton Thraen, 1843–1902
- Johann Georg Hagen, 1847–1930
- Teilhard de Chardin, 1881–1955, und
- Georges Lemaître, 1894–1966, Begründer der Urknalltheorie.

Ein großer Teil davon sind Jesuiten, andere sind den frühen Universitäten (Rom, Bologna, Wien, Paris) oder der Vatikansternwarte zuzurechnen.